# George Segal (artysta)

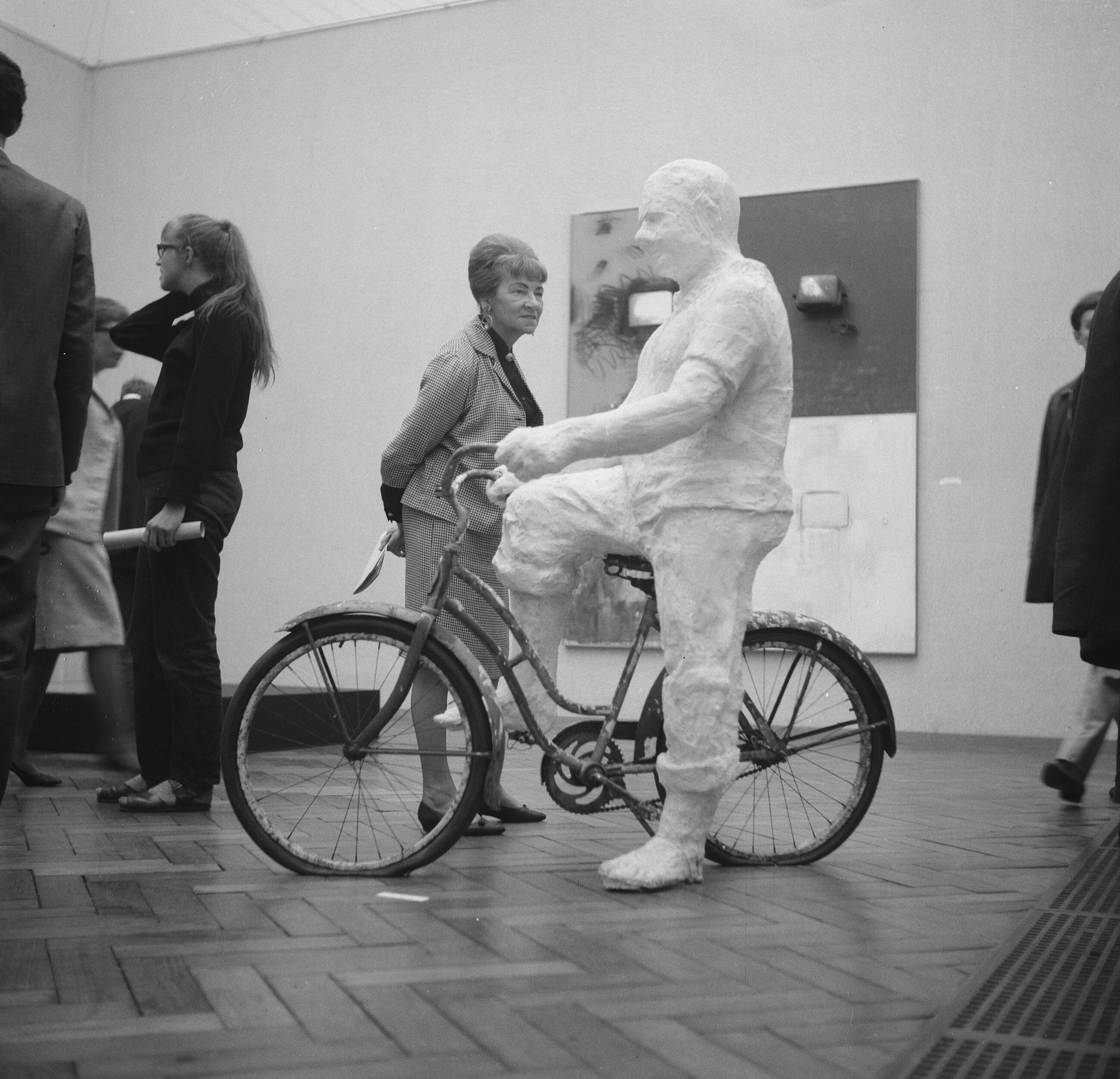
Praca artysty w Stedelijk Museum (1964)

George Segal (ur. 26 listopada 1924, zm. 9 czerwca 2000) – amerykański rzeźbiarz, współorganizator (razem z Allanem Kaprowem) happeningów, od 1958 twórca rzeźb – grup realistycznych figur wykonanych z białego gipsu.
Urodził się w Nowym Jorku. Spędził wczesną młodość w Bronksie. Ojciec, imigrant z Polski, posiadał koszerny sklep mięsny. Rodzice spędzali w nim długie godziny. W 1929 zaczął uczęszczać do szkoły publicznej. W 1940 roku rodzina Georga przeniosła się do New Jersey gdzie założyli fermę drobiu.
Po wyjeździe rodziny by móc dalej studiować, George zamieszkał z ciotką na Brooklynie. Na studiach odkrył swoją miłość do sztuki. Studiował do 1942 roku. Podczas II wojny światowej, musiał przerwać studia, aby pomóc na rodzinnej fermie drobiu.
W późniejszych latach uczęszczał do Pratt, Cooper Union, i wreszcie New York University, gdzie otrzymał tytuł licencjata w zakresie Edukacji Artystycznej w 1949 roku. Po ślubie z Helen Steinberg (sąsiadka) w 1946 roku kupił własne gospodarstwo.
Podczas gdy George budował nowe kurniki, Jackson Pollock malował „Numer 8”. Abstrakcja w tym czasie była krzykiem mody. W tych latach, Segal spotkał innych młodych artystów chętnych do składania oświadczeń w oparciu o świat rzeczywisty, a nie czystą abstrakcję. Zaczął malować, koncentrując się na ekspresji, malował motywy figuralne.
W 1957 roku został włączony do „Artyści z New York School: druga generacja”, wystawa w Muzeum Żydowskim. W tym też roku, Allan Kaprow wybrał gospodarstwo Segala jako miejsce swojego pierwszego happeningu – sztuka życia z wrażliwością środowiska.
W 1960 roku Robert Frank zrobił film „The Sin of Jesus” w gospodarstwie Segala. W 1961 roku stworzył swoją pierwszą rzeźbę z bandaża gipsowego – „Autoportret”. Od tej pory bierze udział w licznych pokazach i wystawach, prezentując swoje gipsowe rzeźby. Od 1961 do 1969 roku stworzył ponad 70 takich rzeźb. Swoje kurniki zamienił w pracownie i galerie sztuki.
W 1971 roku powstaje jego pierwsza rzeźba odlana z brązu - „Tancerze”. W 1981 roku George zaczyna podróżować do Chin i Japonii. W tym też roku powstaje seria „cytatów” na podstawie dzieła Cézanne'a. W 1983 roku Holocaust Memorial zostaje zainstalowany w Golden Gate Park w San Francisco, w sąsiedztwie Pałacu Legii Honorowej.
W 1993 roku wrócił do malowania po trzydziestu latach przerwy. Prezydent Clinton nagrodził go Narodowym Medalem Sztuki w 1999 roku. W roku 2000 odbyła się wystawa w Galerii Locks, w Filadelfii, zawierająca najnowsze z serii „Zdjęcia nocne”. George Segal umarł w dniu 9 czerwca South Brunswick, New Jersey.
George był znany z tworzenia rzeźb o naturalnej wielkości z bandaży gipsowych. Rzeźby tworzył, pokrywając przyjaciół i krewnych bandażami nasączonymi gipsem chirurgicznym. W swoich pracach pokazuje zwykłych ludzi, robiących codzienne rzeczy i czynności.
Znakiem charakterystycznym dla Segala są naturalnej  wielkości odlewy gipsowe. Można zobaczyć je w najważniejszych muzeach i miejscach publicznych na terenie całego kraju, w FDR Memorial w Waszyngtonie, Port Authority Bus Terminal w Nowym Jorku.
Segal stworzył swoją sztukę która przedstawia z pozoru spokojne chwile życia – człowiek czeka na autobus, pije kawę w barze, słucha radia. Prace te przypominają nam, co to znaczy być człowiekiem. „Codzienne życie to monotonia, czynności wykonywane są banalne, nieciekawe, nudne. Wydaje mi się jednak, że codzienne życie jest zaskakujące, tajemnicze i niepojęte”. Segal swoje dzieła rozstawiał w miejscach publicznych np. stacje metra, dworce, w parki itp.
Jego figury upamiętniają wiele momentów historycznych i społecznych, jak np. strzelanina Kent State, Holocaust lub Wielki kryzys.
W 1970 roku wielu amerykańskich artystów, których prace widziano tylko w galeriach i muzeach, zaczęło swoje prace wystawiać na zewnątrz, nastała moda na sztukę publiczną.
George był poważnie traktowany przez instytucje sztuki i jego prace były pożądane. Segal tworzył rzeźby z gipsu co uniemożliwiało wystawienie ich na zewnątrz, ponieważ materiał ten pod wpływem warunków atmosferycznych szybko ulega zniszczeniu. Następnym problemem był fakt, że George tworzył figury w rzeczywistym rozmiarze o małej skali i przez to był ograniczony. Inni artyści tworzyli monumentalnej wielkości prace aby odnieść się do otaczającej architektury.
Segal miał opór co do wykorzystywania innych tworzyw niż gips, uważał, że przez wykorzystanie tradycyjnych technik np. odlew w brązie odbiór nie będzie tak wyrazisty, jednak po stworzeniu swojej pierwszej pracy w brązie (tancerze) zmienił zdanie na temat  tej techniki.
Znaczna liczba rzeźb Segala jest z lat 60. i 70. Jest to na przykład: Man on a Bicycle (1962, Moderna Museet, Stockholm), The Bus Driver (1962, Museum of Modern Art, New York), The Bus Riders (1962, Hirshhorn Museum and Sculpture Garden, Washington, DC), The Gas Station (1963-1964, The National Gallery of Canada, Ottawa), The Truck (1966, Art Institute of Chicago), To All Gates (1971, Des Moines Art Center, Iowa). Te i  wiele innych dzieł odnoszą się do tematu przejściowego charakteru egzystencji doczesnej.
Segal w swoich pracach ujmuje problem ponadczasowy i uniwersalny w kontekście współczesnego życia, obejmuje rzeźby przedstawiające postaci związane z ich pracą, kochające się, jedzące, lub znajdujące się w warunkach charakterystycznych dla współczesnej kultury amerykańskiej. Jego realizacja w atrakcyjny sposób przedstawia syntezę nowoczesnej wrażliwości i koncepcji artystycznych oraz zagadnień filozoficznych i artystycznych.
W 1997 roku został laureatem nagrody Praemium Imperiale, a w 1999 został odznaczony National Medal of Arts.